# Codroipo
Codroipo ist eine Gemeinde in der italienischen Region Friaul-Julisch Venetien mit 15.920 Einwohnern (Stand: 31. Dezember 2023). Der Name leitet sich vom lateinischen „Quadrivium“ ab, da sich hier vier Straßen kreuzten, deren bedeutendste die Via Postumia war.
Codroipo liegt am linken Ufer des Tagliamento.
Im Ortsteil Passariano liegt die Villa Manin, in der 1797 der Friedensvertrag von Campo Formio zwischen Frankreich und Österreich geschlossen wurde.
Auf dem Gebiet der Gemeinde, bei der Ortschaft Rivolto, liegt ein Militärflugplatz der italienischen Luftwaffe. Dort ist die Kunstflugstaffel Frecce Tricolori beheimatet.

## Partnerstädte
- Maria Wörth
- Braine-le-Comte
- Galliera

## Persönlichkeiten
- Moira Orfei (* 21. Dezember 1931 in Codroipo; † 15. November 2015 in Brescia), Zirkusleiterin, -artistin und Schauspielerin